# Zgromadzenie Narodowe (Gwinea)
Zgromadzenie Narodowe (fr. Assemblée nationale) – jednoizbowy parlament Gwinei. Do czasu zamachu stanu w 2008 roku, stanowiło główny organ władzy ustawodawczej w tym kraju. Po zamachu Zgromadzenie zostało rozwiązane i obecnie trudno przewidzieć, kiedy dokładnie odbędą się nowe wybory. Były one już trzykrotnie przekładane.
W ostatniej kadencji przed zamachem stanu, Zgromadzenie składało się ze 114 członków wybranych na pięcioletnią kadencję. 38 mandatów obsadzono w jednomandatowych okręgach wyborczych, stosując ordynację większościową. Pozostałych deputowanych wyłoniono w okręgach wielomandatowych, przy użyciu ordynacji proporcjonalnej.